# Дерби Восточной Англии
Восточным английским дерби называют противостояние двух футбольных команд: «Ипсвич Таун» и «Норвич Сити». Это дерби шутливо называют Old Farm derby (старое фермерское дерби), однако не стоит путать Old Farm с Old Firm — противостоянием между шотландскими клубами «Селтик» и «Рейнджерс». Если верить Football Rivalries Report 2008, то противостояние футбольных клубов «Норвич Сити» и «Ипсвич Таун» является вторым в Англии по жёсткости после Дерби Чёрной страны между «Вест Бромвич Альбион» и «Вулверхэмптон Уондерерс».

## История

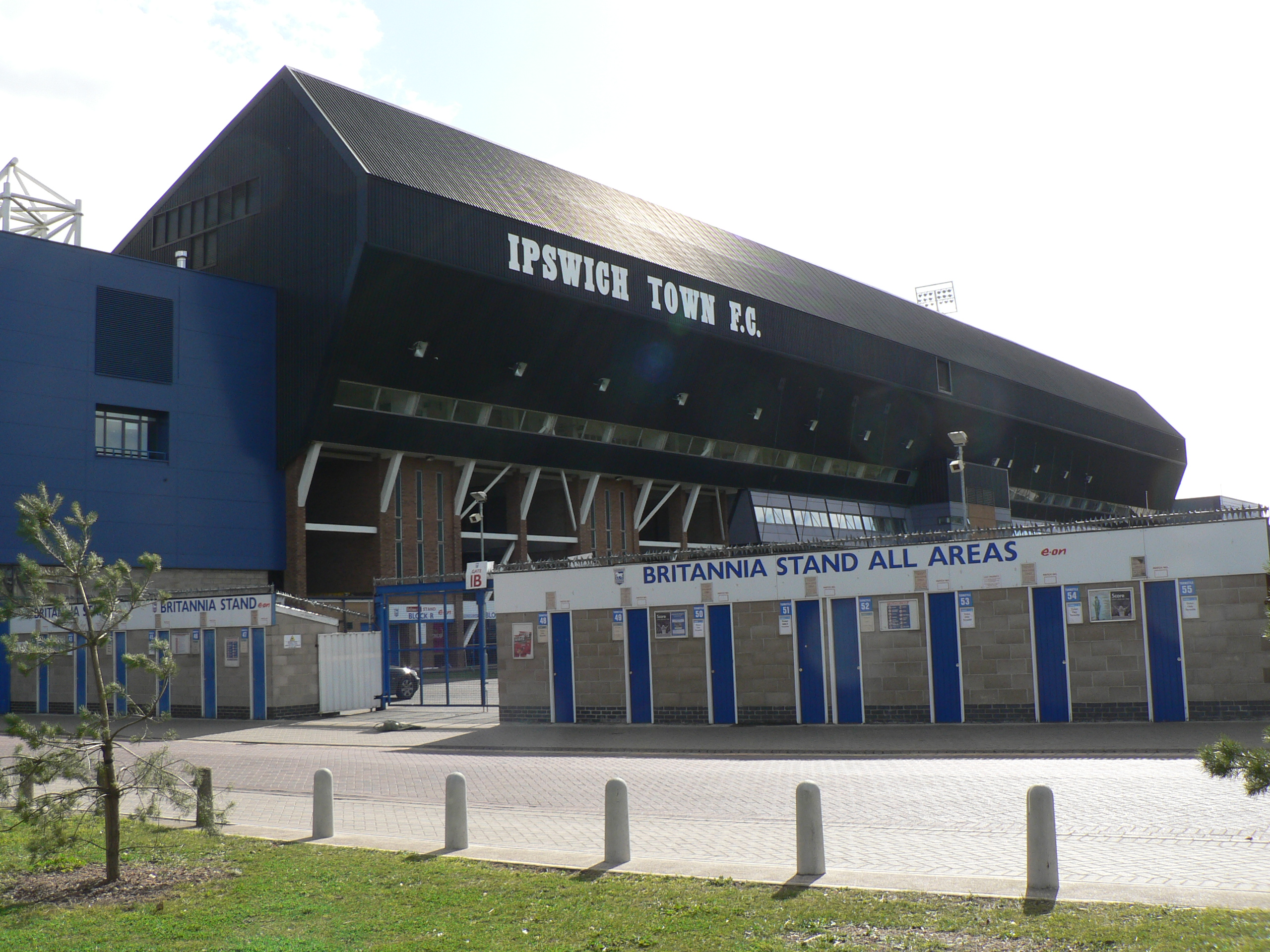
Портмен Роуд — стадион ФК Ипсвич Таун

Первый матч дерби был проведён 15 ноября 1902 года, когда оба клуба играли в любительской лиге. Победу в матче одержал «Норвич» 1:0. «Норвич» получил статус профессионала в 1905 году, «Ипсвич» лишь после 1936. В футбольную лигу «Ипсвич» попал в 1938 году, а уже 2 сентября 1939 года в матче третьего дивизиона «Ипсвич» столкнулся с «Норвичем», встреча завершилась со счётом 1:1.

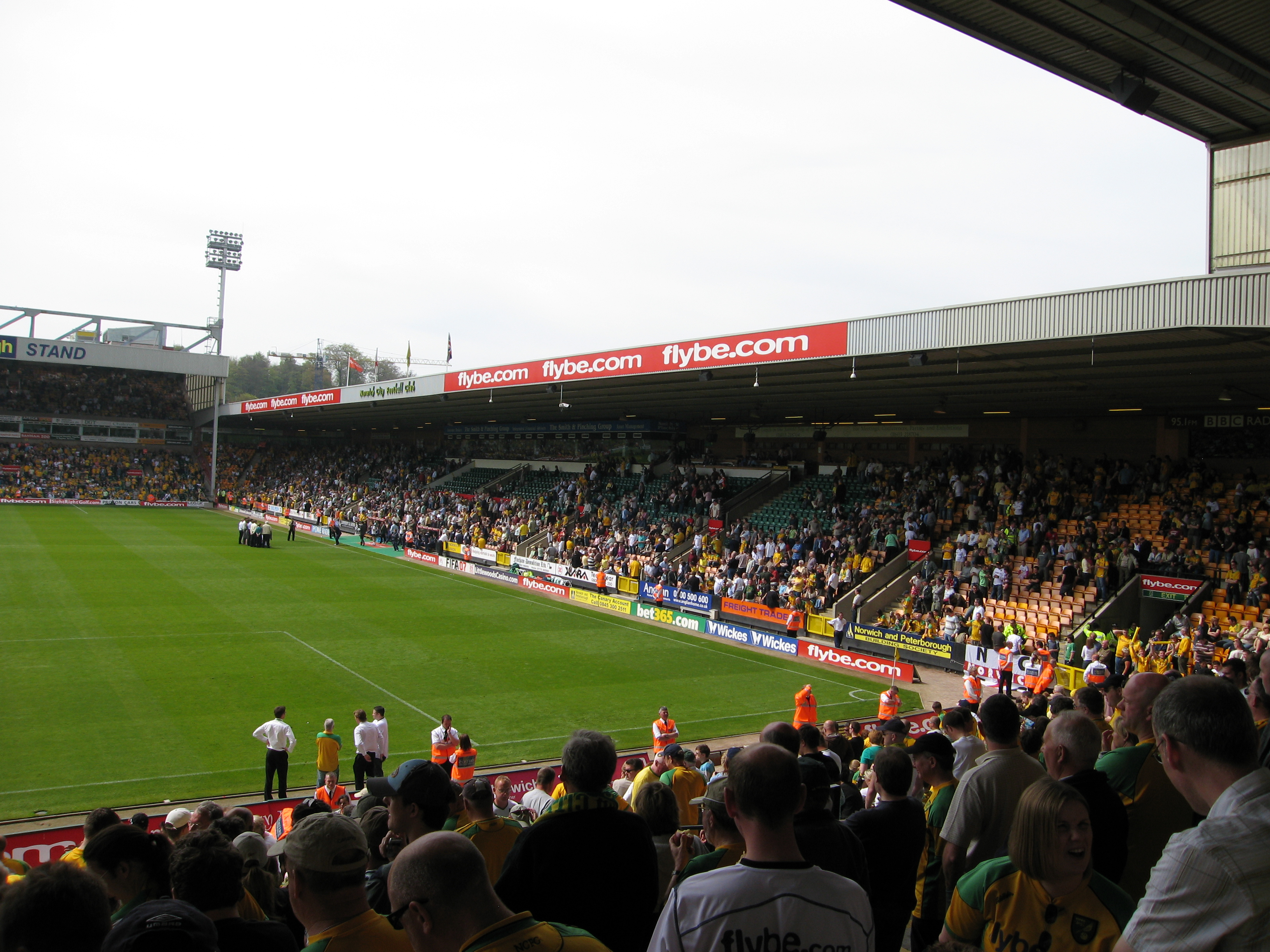
Карроу Роуд — стадион ФК Норвич Сити

Первая игра между клубами после войны состоялась 7 сентября 1946 года. Тогда «Ипсвич» установил рекорд результативности, обыграв «Норвич» 5:0, хет-трик на счету Альберта Дея и дублем отметился Томми Паркер. Такой же разгром «Ипсвич» учинит «Норвичу» лишь в сезоне 1997/1998 первого дивизиона футбольной лиги. Наиболее важная встреча в истории этих двух команд произошла в 1985 году, когда клубы встретились в полуфинале кубка лиги. Первый матч, на «Портмен Роуд» выиграл «Ипсвич» — 1:0. На «Карроу Роуд» «Норвич» также одержал победу со счётом 1:0. В экстра-тайме матча Стив Брюс ударом головой приносит победу канарейкам, и те выходят в финал.
«Ипсвич» за свою историю выиграл Первый дивизион английской лиги, Кубок Англии и Кубок УЕФА, а «Норвич» выигрывал дважды Кубок лиги.

## Достижения
| Соревнование                               | Годы «Ипсвича»                  | Годы «Норвича»                  |
| ------------------------------------------ | ------------------------------- | ------------------------------- |
| Первый дивизион Футбольной лиги            | 1961—1962                       |                                 |
| Второе место в первом дивизионе            | 1980—1981, 1981—1982            |                                 |
| Кубок Англии по футболу — победители       | 1977—1978                       |                                 |
| Кубок Англии по футболу — полуфиналисты    | 1975 и 1981                     | 1959, 1989 и 1992               |
| Кубок УЕФА — победители                    | 1980—1981                       |                                 |
| Победители плей-офф первого дивизиона      | 1999—2000                       |                                 |
| Второй дивизион Футбольной лиги Победитель | 1960—1961, 1967—1968, 1991—1992 | 1971—1972, 1985—1986, 2003—2004 |
| Третий дивизион Футбольной лиги Победитель | 1953—1954, 1956—1957            | 1933—1934                       |
| Кубок Футбольной лиги Победитель           |                                 | 1962, 1985                      |
| Кубок Футбольной лиги Финалист             |                                 | 1973, 1975                      |
| Кубок лиги полуфиналист                    | 1982, 1985 и 2001               |                                 |
| Суперкубок Англии по футболу финалист      | 1962 и 1978                     |                                 |
| Победитель Кубка Тексако                   | 1973                            |                                 |
| Победитель молодёжного кубка Англии        | 1972—1973, 1974—1975, 2004—2005 |                                 |

## Статистика
Всего клубы сыграли 138 матчей, «Ипсвич» имеет небольшое преимущество, выиграв 59 матчей, когда «Норвич» 52, 27 раз состоялась ничья. «Ипсвич» забил 203 гола, когда «Норвич» только 178. Наибольшее кол-во народу на «Портмен Роуд» было 35 077 человек, а на «Карроу Роуд» — 39 890 человек. Джон Варк — лучший бомбардир дерби (игрок «Ипсвича»), на его счету 9 мячей.

### Рекорды в соревнованиях
Здесь показаны значимые события дерби.
|                                              | У Ипсвича | У Ипсвича      | У Ипсвича | У Ипсвича      | У Ипсвича            | У Ипсвича            | У Норвича | У Норвича      | У Норвича | У Норвича      | У Норвича            | У Норвича            |
| Соревнование                                 | Игр       | Выиграл Ипсвич | Ничья     | Выиграл Норвич | Кол-во голов Ипсвича | Кол-во голов Норвича | Игр       | Выиграл Ипсвич | Ничья     | Выиграл Норвич | Кол-во голов Ипсвича | Кол-во голов Норвича |
| -------------------------------------------- | --------- | -------------- | --------- | -------------- | -------------------- | -------------------- | --------- | -------------- | --------- | -------------- | -------------------- | -------------------- |
| Норфолк и Саффолк лига                       | 3         | 1              | 0         | 2              | 3                    | 8                    | 3         | 0              | 1         | 2              | 1                    | 4                    |
| Лига                                         | 42        | 23             | 7         | 12             | 80                   | 40                   | 42        | 15             | 9         | 18             | 49                   | 55                   |
| Кубок третьего северного (южного) дивизионов | 1         | 1              | 0         | 0              | 4                    | 0                    | 1         | 0              | 0         | 1              | 0                    | 1                    |
| Кубок Англии по футболу                      | 1         | 0              | 0         | 1              | 1                    | 2                    | 2         | 0              | 1         | 1              | 1                    | 2                    |
| Кубок Английской лиги                        | 5         | 1              | 1         | 3              | 5                    | 8                    | 3         | 1              | 1         | 1              | 4                    | 4                    |
| Кубок Тексако                                | 1         | 1              | 0         | 0              | 2                    | 1                    | 1         | 1              | 0         | 0              | 2                    | 1                    |
| Все остальные кубки                          | 1         | 1              | 0         | 0              | 1                    | 0                    | 1         | 0              | 0         | 1              | 0                    | 2                    |
| Товарищеские матчи                           | 16        | 11             | 3         | 2              | 29                   | 23                   | 17        | 4              | 4         | 9              | 25                   | 33                   |
| Всего (исключая товарищеские матчи)          | 54        | 28             | 8         | 18             | 96                   | 60                   | 52        | 17             | 12        | 23             | 56                   | 65                   |
| Всего (включая товарищеские матчи)           | 70        | 39             | 11        | 20             | 125                  | 82                   | 69        | 21             | 16        | 32             | 81                   | 98                   |

## Интересные факты

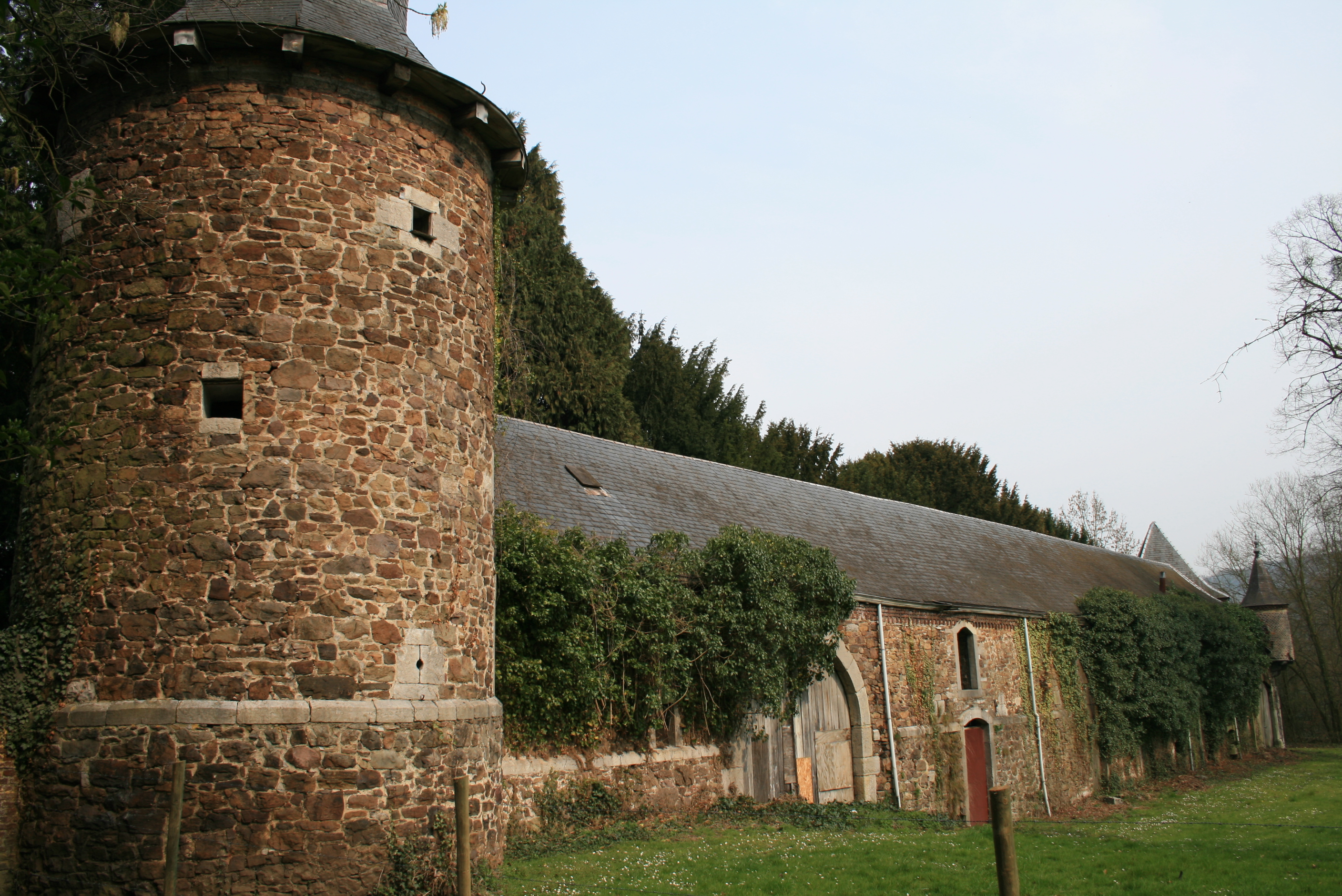
Обложка книги Роба Хэдграфта

Роб Хэдграфт написал книгу об этом противостоянии.